# Лили, Амелия
Аме́лия Ли́ли О́ливер (англ. Amelia Lily Oliver; род. 16 октября 1994, Мидлсбро, Англия, Великобритания) — британская певица, финалистка восьмого сезона шоу The X Factor, занявшая третье место. Дебютный сингл певицы «You Bring Me Joy» достиг второго места в UK Singles Chart, а второй сингл — «Shut Up (and Give Me Whatever You Got)» — дебютировал на 11-м месте.

## Биография
Амелия Лили родилась в Нанторпе (пригороде Мидлсбро) в семье Аранки Бредли и Барри Оливера. В 2011 году она принимала участие в британском телешоу «X Factor» (англ.), в котором заняла третье место. После шоу Амелия подписала контракт с лейблами Sony Music и Xenomania.
29 сентября 2012 года выпустила свой первый сингл под названием «You Bring Me Joy», который занял вторую строчку британского чарта синглов UK Singles Chart. 2 февраля 2013 вышел второй сингл — «Shut Up (and Give Me Whatever You Got)».
Выход дебютного альбома Амелии Be a Fighter ожидается в начале 2014 года.

## Дискография

### Студийные альбомы
- Be a Fighter (2014)

### Клипы
| 2011 |                                           |
|      | вместе с другими финалистами The X Factor |
| 2012 | «You Bring Me Joy»                        |
|      | Режиссёр Evan Dennis                      |
| 2013 | «Shut Up (and Give Me Whatever You Got)»  |
|      | Режиссёр Sarah Chatfield                  |
| 2013 | «Party Over»                              |
|      | Режиссёр Travis Kopach                    |
| 2014 | «California»                              |
|      | Режиссёр Charlotte Rutherford             |